# Grzegorz Dziubek
Grzegorz Artur Dziubek (geboren am 9. Februar 1974 in Kielce) ist ein polnischer Beamter und Kommunalpolitiker (PSL). Er ist seit 2014 Bürgermeister der Gmina Włoszczowa und war von 2012 bis 2014 Vize-Woiwode der Woiwodschaft Heiligkreuz.

## Leben und Beruf
Dziubek absolvierte sein Studium an der Landwirtschaftsakademie in Lublin. Von 1999 bis 2003 war er im Woiwodschaftlichen Zentrum für Landwirtschaftsberatung tätig. Anschließend arbeitete er im Kreisbüro der Agentur für Umstrukturierung und Modernisierung der Landwirtschaft in Włoszczowa, wo er 2008 zum Leiter ernannt wurde.
Seit 2002 ist er mit Aneta verheiratet. Er hat einen Sohn.

## Politik
Dziubek trat der Polnischen Volkspartei (PSL) bei. Er wurde Vorsitzender des Parteivorstands im Powiat Włoszczowski und stellvertretender Vorsitzender in der Woiwodschaft Heiligkreuz.
Im Jahr 2002 wurde er in den Stadtrat von Włoszczowa gewählt. 2006 und 2010 wurde er wiedergewählt, wobei er 2010 die meisten Stimmen in der Gemeinde erhielt (347). Er war stellvertretender Vorsitzender und für kurze Zeit Vorsitzender des Rates. Bei der Parlamentswahl in Polen 2011 kandidierte er erfolglos für ein Abgeordnetenmandat im Wahlkreis Kielce. Am 16. Juli 2012 wurde er zum stellvertretenden Woiwoden der Woiwodschaft Heiligkreuz ernannt. Im Jahr 2014 wurde er in der ersten Runde der Wahlen unter anderem gegen den bisherigen Amtsinhaber Bartłomiej Dorywalski (PiS) zum Bürgermeister von Włoszczowa gewählt und erhielt 56,8 % der Stimmen. 2018 wurde er erneut in der ersten Runde der Wahlen, diesmal gegen den PiS-Kandidaten Piotr Bulski, zum Bürgermeister gewählt, diesmal mit 67,6 % der Stimmen. Bei den Wahlen 2024 gelang ihm die Wiederwahl, als er in der zweiten Runde gegen Paweł Kwietniewski von der PiS gewann.